# Leefbaar Tynaarlo
Leefbaar Tynaarlo is een Nederlandse lokale politieke partij in de gemeente Tynaarlo.

## Geschiedenis
De partij is opgericht als vereniging bij notariële akte van 29 oktober 1993, onder de naam Vries---2000, nu Leefbaar Tynaarlo, en werd actief in de toenmalige gemeente Vries. De oprichters waren Cor van Putten, Peter van Mombergen en Casper Kloos. De gemeente Vries is in 1998 gefuseerd met de gemeenten Eelde en Zuidlaren in wat uiteindelijk de gemeente Tynaarlo is gaan heten. De partij heeft zich, vooruitlopend op deze herindeling, tezamen met nieuwe leden uit de fuserende gemeenten Eelde en Zuidlaren, omgevormd tot een partij voor deze gehele fusiegemeente. Deze nam de naam E.V.Z.-2000 aan. Bij notariële akte van 18 januari 2001, is de naam ten slotte gewijzigd in Leefbaar Tynaarlo/EVZ-2000, in het dagelijks spraakgebruik Leefbaar Tynaarlo.

## Doelstellingen en beginselen
Leefbaar Tynaarlo ziet het, blijkens diens statuten als doel het bewaken van belangen van burgers woonachtig in de (voormalige) gemeenten Eelde, Vries en Zuidlaren, met name op maatschappelijk en economisch terrein (Statuten, artikel 2, lid 1). De preambulante van het Huishoudelijk Reglement stelt: “De vereniging Leefbaar Tynaarlo/EVZ-2000 is een partij die zich inzet voor een deugdzaam, democratisch en transparant bestuur, in het bijzonder in de gemeente Tynaarlo, ter bewaking van de belangen van diens inwoners. Dit op basis van eerlijkheid, vooruitstrevendheid en zuiverheid, om onze omgeving leefbaar te houden.”

## Verkiezingen
- In 1994 behaalde het toenmalige Vries---2000 twee zetels - van de 11 - in de raad van de toenmalige gemeente Vries.
- In 1998 behaalde het toenmalige E.V.Z.-2000 één zetel - van de 23 - in de raad van de nieuwe fusiegemeente (die uiteindelijk Tynaarlo zou heten).
- In 2002 behaalde Leefbaar Tynaarlo vier zetels - van de 23. -. De verkiezingsslogan was: “Nu gaat de knuppel in het hoenderhok.”
- In 2006 behaalde Leefbaar Tynaarlo drie zetels -van de 23 -. De verkiezingsslogan was in 2006: “Leefbaar Tynaarlo, waar men wél naar u luistert.”
- In 2010 behaalde Leefbaar Tynaarlo  eveneens drie zetels. De verkiezingsslogan was in 2010: "Wij zeggen vandaag wat anderen overmorgen pas durven te zeggen".
- In 2014 behaalde Leefbaar Tynaarlo wederom drie zetels.
- In 2018 behaalde Leefbaar Tynaarlo vier zetels -van de 23 - was qua aantal stemmers de grootste- en vormde binnen 3 dagen een nieuwe coalitie.
- In 2022 behaalde Leefbaar Tynaarlo vijf zetels van de 23 en was daarmee de grootse partij in de gemeente Tynaarlo.

Fractievoorzitter (anno 2022) is Annemarie Machielsen uit Paterswolde. Raadsleden sinds de laatste gemeenteraadsverkiezing (2022) zijn Annemarie Machielsen, Marcel Elzerman, Jarko Weering, Roelof Rutgers en Hans van Gestel. Wethouder sinds de laatste gemeenteraadsverkiezingen (2022) is Jurryt Vellinga.